# Смарагдни репкар
Смарагдни репкар (лат. Callophrys rubi) врста је лептира из породице плаваца (лат. Lycaenidae).

## Опис врсте
Изразито зелен одоздо, овај лептир никада не показује горњу, смеђу површину крила.

## Распрострањење и станиште
Често се среће на различитим стаништима, од планинских пашњака до низијских жбуњака, али углавном у близини шумовитих предела. Насељава целу Европу. 

## Биљке хранитељке
Основне биљке Хранитељке су многе траве и жбунасте биљке.